# Heide Solveig Göttner
Heide Solveig Göttner (* 1969 in München) ist eine deutsche Autorin.

## Leben
Heide Solveig Göttner wuchs in München auf. Sie studierte an der Ludwig-Maximilians-Universität Anglistik, Amerikanistik und Politik und arbeitet als Fremdsprachendozentin. Mit dem Schreiben begann sie bereits in jungen Jahren. 1992 gewann sie das Literaturstipendium der Stadt München. Ihre Fantasyromane basieren auf der Geschichte, den Sagen und der Mythologie Sardiniens. Göttner ließ die Lesungen aus ihren Roman mit Musik begleiten. Die Rheinische Post schrieb über den ersten Roman der Tilogie in ihrer Buchkritik: „Ihr Fantasiedrama ist geprägt von der Figur des Mädchens, deren Fähigkeiten und den lebendigen Charakteren ihrer Mitstreiter.“
Derzeit lebt Heide Solveig Göttner mit ihrem sardischen Lebensgefährten in Freiburg im Breisgau.

## Werke
Trilogie: Die Insel der Stürme
- Die Priesterin der Türme. Piper, München 2006, ISBN 978-3-492-75004-2.
- Der Herr der Dunkelheit. Piper, München 2007, ISBN 978-3-492-75007-3.
- Die Königin der Quelle. Piper, München 2009, ISBN 978-3-492-26696-3.